# Andreas Molau

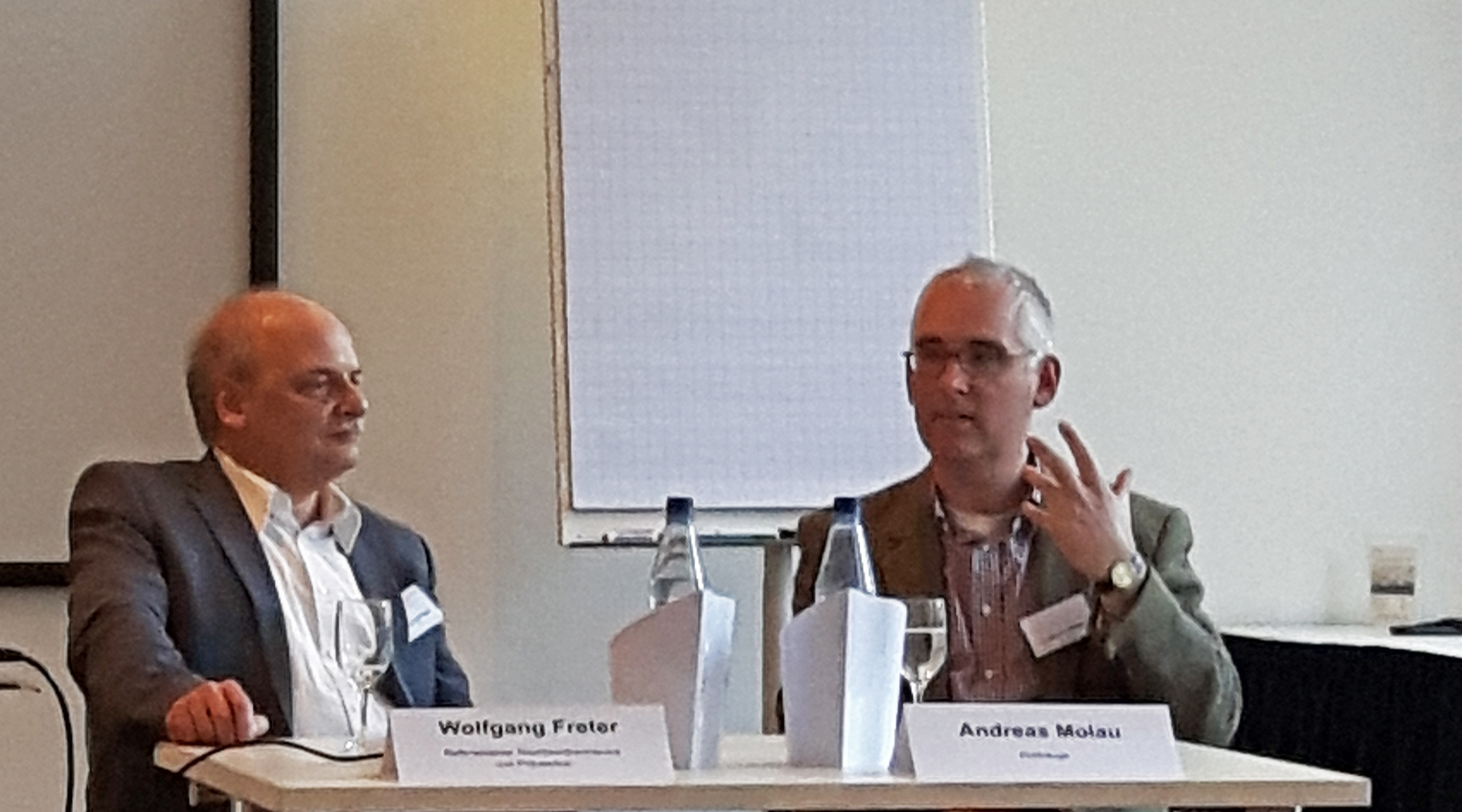
Andreas Molau (rechts, 2016)

Andreas Molau (* 23. Februar 1968 in Braunschweig) ist ein deutscher Publizist. Bis 2012 war er Funktionär rechtsextremer Parteien (NPD, DVU, Bürgerbewegung pro NRW). Von 2005 bis 2010 war er Vorsitzender der Gesellschaft für Freie Publizistik, nach Einschätzung des Bundesamtes für Verfassungsschutz die größte rechtsextreme Kulturvereinigung in Deutschland.
Im Juli 2012 erklärte Molau öffentlich seinen Ausstieg aus der rechtsextremistischen Szene und seinen Kontakt zum Aussteigerprogramm „Aktion Neustart“ des niedersächsischen Verfassungsschutzes. Er habe seine Parteibücher zurückgegeben und seine Arbeitsverträge gekündigt.
Molau engagiert sich seitdem in Integrations- und Inklusionsprojekten und referiert bei Seminaren und Vortragsveranstaltungen zu Präventionsfragen rechtsextremer Entwicklungen.

## Leben
Molau studierte Deutsch und Geschichte auf Lehramt in Göttingen und verfasste eine Zulassungsarbeit zum Staatsexamen über einen der führenden Ideologen des Nationalsozialismus, Alfred Rosenberg, die 1993 im extrem rechten Verlag Siegfried Bublies, in dem auch die nationalrevolutionäre Zeitung Wir selbst erscheint, veröffentlicht wurde.
Schon während seines Studiums arbeitete Molau als verantwortlicher Kulturredakteur bei der Jungen Freiheit und schrieb seit Anfang der 1990er Jahre als Mitglied der Deutschen Hochschulgilde Trutzburg-Jena zu Göttingen auch für den Göttinger Zirkel und rechtsextreme Blätter wie Nation und Europa. Aufgrund fehlender Distanz zu Positionen von Holocaustleugnern in einem Beitrag aus seinem Ressort und wegen eines Richtungsstreits in der Redaktion musste er 1994 die Junge Freiheit verlassen und arbeitete daraufhin als verantwortlicher Redakteur bei der Zeitschrift Deutsche Geschichte des mehrfach wegen Volksverhetzung verurteilten Verlegers Gert Sudholt. Ende 1996 beendete Molau die Autorenschaft für diese Blätter unter seinem eigenen Namen.
1995 hatte Molau den bei der Verlagsgesellschaft Berg erschienenen geschichtsrevisionistischen Sammelband Opposition für Deutschland herausgegeben. Neben Molau selbst sind in dem Band unter anderem auch sein späterer Kollege im sächsischen Landtag Karl Richter sowie Huwald Fröhlich, Hartmut Hesse, Ansgar Hofacker, Winfried Knörzer, Hans-Ulrich Kopp, Klaus Kunze, Carl Meyerson, Harald Neubauer, Germar Rudolf, Hans B. von Sothen, Franz Uhle-Wettler und Claus-M. Wolfschlag mit Beiträgen vertreten. Hier äußerte er auch die Grunddevise seines politischen Handelns, „alle Rechten, Konservativen, Nationalen, Nationalkonservativen usw. gedanklich an einen Tisch zu bringen“.
Von 1996 bis 2004 war Molau als Lehrer für Deutsch und Geschichte an der Waldorfschule in Braunschweig angestellt, ohne dass seine politische Einstellung der Schulleitung bekannt war. Nachdem er einen Antrag auf Beurlaubung eingereicht hatte, um seine Tätigkeit als wissenschaftlicher Mitarbeiter der kurz zuvor, am 19. September 2004, in den sächsischen Landtag eingezogenen Fraktion der NPD antreten zu können, entzog ihm die Schulleitung seine Lehrgenehmigung und erteilte ihm ein Hausverbot für das Schulgelände. Im November 2004 wurde seiner elfjährigen Tochter und dem achtjährigen Sohn der Schulbesuch an der Braunschweiger Waldorfschule untersagt. Sowohl die Kündigung als auch die neue Anstellung Molaus, aber auch die Entlassung der beiden Kinder etwa zwei Wochen später sorgten für bundesweites Aufsehen. Rechtsextreme Medien wie die NPD-Zeitung Deutsche Stimme (DS), die National-Zeitung (NZ) und die nationalkonservative Junge Freiheit (JF) sprachen übereinstimmend von „Sippenhaft“.
Danach arbeitete Molau als parlamentarischer Berater der sächsischen NPD-Fraktion (bis Anfang 2006) und stellvertretender Chefredakteur der NPD-Parteizeitung Deutsche Stimme (bis April 2007). Er war Pressesprecher des Unterbezirks Braunschweig und verantwortlich als Sprecher in Wolfenbüttel. Zur Bundestagswahl 2005 trat er für die NPD als Direktkandidat im Wahlkreis Salzgitter-Wolfenbüttel an. In einem Artikel in der Wolfenbütteler Zeitung vom 2. Februar 2006 teilte Molau als Sprecher der örtlichen NPD mit, dass eine flächendeckende Kandidatur bei den Kommunalwahlen in der Stadt und im Landkreis Wolfenbüttel vorgesehen sei (die allerdings mangels Kandidaten und Unterstützungsunterschriften nicht zustande kam). Er wolle dazu Vorträge organisieren, „wie dies in Wolfenbüttel noch üblich war, als ich zu Abiturzeiten zur JN stieß“. Zu den Kommunalwahlen am 10. September 2006 kandidierte Andreas Molau auf der Liste der NPD für den Wolfenbütteler Kreistag im Wahlbereich IV (Samtgemeinden Asse, Oderwald, Schöppenstedt). Andreas Molau wurde bei der Wahl nicht in den Kreistag gewählt, die NPD erhielt aber einen Sitz. Nach dem Rückzug eines NPD-Abgeordneten rückte Molau am 16. Dezember 2007 in den Wolfenbüttler Kreistag nach. Am 28. April 2010 legte er sein Mandat nieder, nachdem er zuvor aus der DVU ausgetreten war.
Im Jahre 2006 erschien unter seinem Namen eine Zeichnung beim Teheraner Holocaust-Karikaturen-Wettbewerb, wobei diese nach Molaus eigenen Angaben nicht von ihm stammt.
Ebenfalls 2006 schrieb Molau in der NPD-Zeitung Deutsche Stimme in einem israelfeindlichen Artikel über eine „machthungrige zionistische Elite“.
Auch der Website Muslim-Markt gab Molau ein Interview. Dort vertrat er die Auffassung, dass „[e]twas mehr Kopftuch, als Frage einer züchtigen Kleiderordnung, […] manch deutschem Mädel schon gut zu Gesicht“ stünde. Außerdem habe man in Deutschland „die Kollektivscham über angebliche oder tatsächliche Untaten […] zur Religion gemacht“.
Seit Mai 2007 war Andreas Molau als Leiter des Amtes Bildung beim NPD-Parteivorstand und als wissenschaftlicher Mitarbeiter des Parteivorsitzenden Udo Voigt tätig. Zu seinem Rang als vermeintlicher „Chefideologe“ der Partei bemerkt der Politikwissenschaftler Richard Stöss: „Doch um die Intellektualisierung der NPD ist es schlecht bestellt. Im Augenblick gilt ja Andreas Molau als Chefideologe der Partei. Bislang ist er aber nicht gerade durch seine theoretischen Abhandlungen aufgefallen – aber vielleicht kommt das ja noch.“
Bei der Niedersächsischen Landtagswahl 2008 war er Spitzenkandidat seiner Partei und Direktkandidat im Wahlkreis Wolfenbüttel-Süd/Salzgitter, wo er zwei Prozent der Erststimmen erhielt.
Am 6. Oktober 2008 erklärte Molau seinen Rücktritt von allen Bundesämtern in der NPD, da er nach den „Ereignissen um die Veruntreuung von Geldern durch den ehemaligen NPD-Schatzmeister Erwin Kemna“ die „Parteiführung nicht mehr uneingeschränkt unterstützen“ könne, blieb aber Mitglied der Partei. Am 12. März 2009 gab die DVU bekannt, dass Molau die Verantwortung für die Pressearbeit dieser Partei übernommen habe und im Wege der Doppelmitgliedschaft auch der DVU beigetreten sei. Er wolle damit demonstrieren, „dass es ein Gegeneinander im nationalen Bereich nicht mehr geben darf“. Anfang Oktober trat Molau aus der NPD aus, nachdem bereits ein Parteiausschlussverfahren gegen ihn eingeleitet wurde.

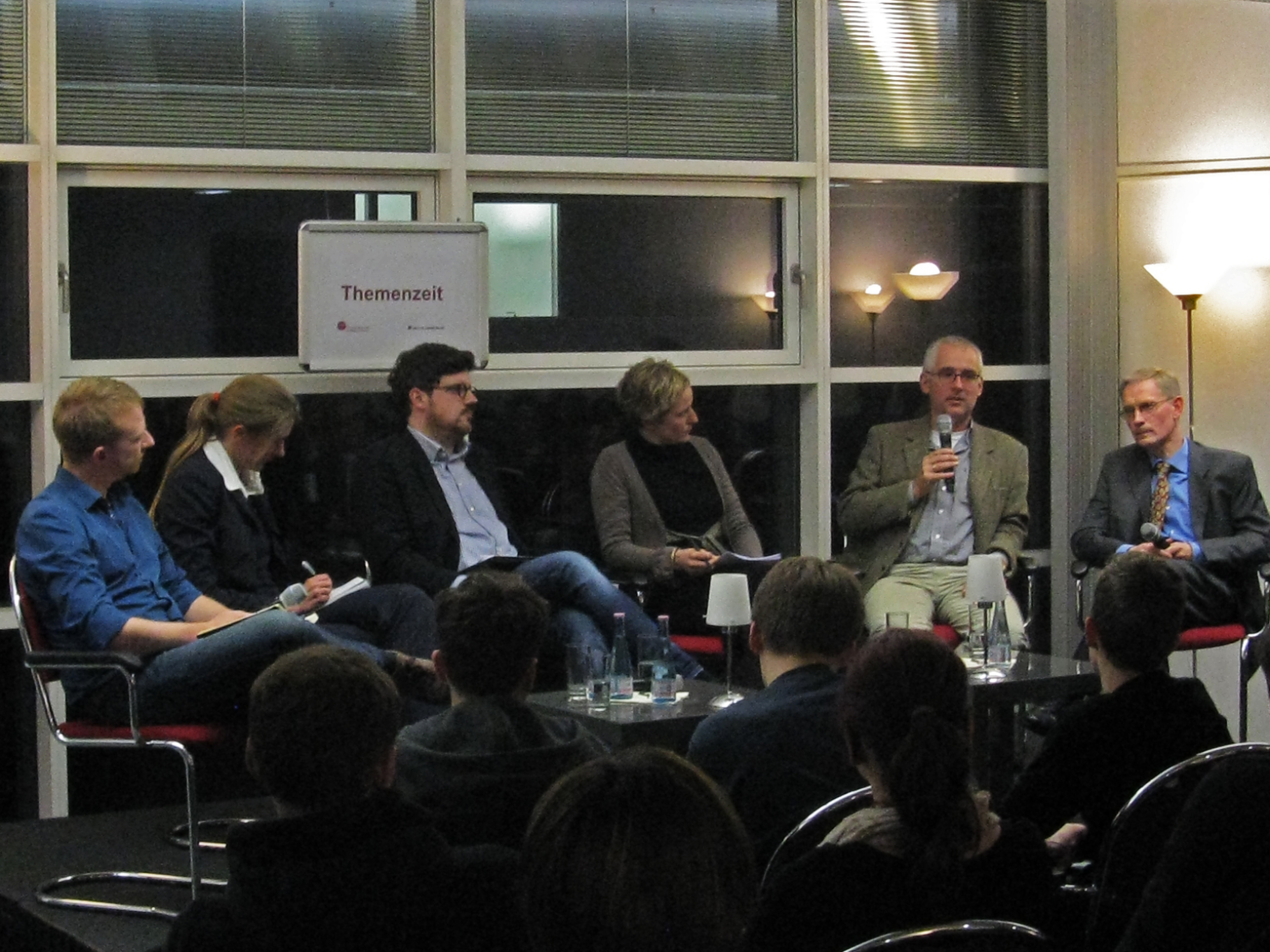
Themenzeit der Bundeszentrale für politische Bildung Berlin am 4. November 2013 in Berlin zum Thema Rechtsextremismus – Wege rein, Wege raus. Teilnehmer v. l. n. r. Manuel Seitenbecher, Britta Schellenberg, MdL MV Julien Barlen, Almut Möller, Andreas Molau, Uwe Backes. Andreas Molau spricht über seine Erfahrungen in und mit der rechtsextremistischen Szene, über seinen Ausstieg mit Hilfe des Aussteigerprogramms Aktion Neustart und die Notwendigkeit der Reintegration von Aussteigern in die Gesellschaft.

In einer Mitteilung vom 14. Mai 2010 verkündete die rechtsextreme Bürgerbewegung pro NRW, dass Molau ihr beigetreten sei. Ab März 2011 war er Beisitzer im Landesvorstand, trat aber im Juni 2012 von diesem Amt zurück und aus der Partei aus. Als Anlass zum Austritt aus der NPD und letztlich dem Rückzug aus dem rechtsextremen Lager gab Molau die berüchtigte Aschermittwochsrede von Udo Pastörs vom Februar 2009 an. Außerdem nahm Molau Kontakt zum Aussteigerprogramm Aktion Neustart des niedersächsischen Verfassungsschutzes auf. Dieser Schritt gilt in der Szene als unumkehrbar. Zu seiner bisherigen Verantwortung äußerte er sich in einem NDR-Interview folgendermaßen: „Es bedrückt mich, dass ich Menschen verletzt und Dingen Vorschub geleistet habe, die nicht zu akzeptieren sind.“ Künftig wolle er versöhnen. Der niedersächsische Verfassungsschutz sieht nach dem Austritt Molaus die neonazistische Szene geschwächt.
Seit Oktober 2012 schreibt Molau als Kolumnist bei den Integrationsbloggern. In seinen Beiträgen äußert er sich u. a. zu fremdenfeindlichen und islamfeindlichen Einstellungen und zu Fragen der Integration.
Am 15. November 2012 hielt Andreas Molau im Rahmen der Projekttage des Cato-Bontjes-van-Beek-Gymnasiums in Achim einen Vortrag, in dem er den anwesenden Schülern von seinem Eintritt in die rechtsextremistische Szene und seiner mittlerweile vollzogenen Abkehr berichtete und vor den Gefahren rechtsextremistischer Einstellungen warnte. Begleitet wurde er bei dem Vortrag von dem Journalisten Stefan Schölermann.
Der Journalist und Blogger Tobias Raff interviewte Andreas Molau im Februar 2013 u. a. zu dessen Beweggründen, sich der rechtsextremistischen Szene zuzuwenden, den dort gemachten Erfahrungen und zu dem Entschluss, der Szene wieder den Rücken zu kehren.
In einem Interview mit dem Journalisten Rainer Fromm sprachen Andreas Molau und Stefan Rochow über die NPD. Molau hob in dem Interview hervor, dass sich „die gesamte Partei“ und „wesentliche Strukturen über den Nationalsozialismus definieren“.
Für einen in der ZDF-Sendung ML Mona Lisa erschienenen Beitrag des Journalisten und promovierten Politologen Rainer Fromm recherchierte und analysierte Andreas Molau die vor allem in sozialen Netzwerken vorzufindende propagandistische Kampagne „Todesstrafe für Kinderschänder“, mit der Rechtsextremisten und rechtsextremistische Parteien wie die NPD versuchen, Bürgernähe zu suggerieren.
Am 6. Dezember 2016 nahm Andreas Molau als Referent an dem Symposium „(Rechts-)Extremismus im Umbruch“ des Niedersächsischen Verfassungsschutzes teil. Molau diskutierte in einem Workshop mit Wolfgang Freter (Referatsleiter Rechtsextremismus und Prävention im Niedersächsischen Verfassungsschutz) über das Thema „Ausstieg aus der rechtsextremen Szene – Reintegration in die Gesellschaft“.

## Veröffentlichungen
- Alfred Rosenberg. Der Ideologe des Nationalsozialismus. Eine politische Biografie. Siegfried Bublies, Koblenz 1993, ISBN 3-926584-27-0
- als Hg.: Opposition für Deutschland. Widerspruch und Erneuerung Verlagsgesellschaft Berg, Berg 1995, ISBN 3-86118-046-4
- Thomas Altstedt (Pseudonym zu A.M.): Joseph Goebbels. Eine Biographie in Bildern Druffel-Verlag, Berg 1999, ISBN 978-3-8061-1127-9 identisch mit * dsb.: Dr. Goebbels: Hitlers Propagandaminister in Bilddokumenten und Selbstzeugnissen Druffel & Vowinckel-Verlag, Inning und Stegen/Ammersee 1998, ISBN 3-8061-1127-8
- Europäische Idee oder Ideen Europas in: Deutsche Annalen 1994. Jahrbuch des Nationalgeschehens Hg. Sudholt, Gert; weitere Autoren: Altstedt, Thomas (Mut zur Erziehung); Gordon, Helmut; Grund, Johanna Chr.; Keck, Alfred; Kopp, Hans Ulrich; Kunze, Klaus; Ludwig, Klausdieter; Mölzer, Andreas; Pause, Hans; Preradovich, Nikolaus v.- Druffel-Verlag, Berg 1994, ISBN 3-8061-1092-1
- Die Entdeckung des Alexander Kern. Roman. Erschienen im Walknut-Verlag Haasler, Seifhennersdorf 2008, ISBN 3-9808794-2-9